# Don Beebe
Donald Lee Beebe (* 18. Dezember 1964 in Aurora) ist ein ehemaliger US-amerikanischer Footballspieler, der für die Buffalo Bills, Carolina Panthers und die Green Bay Packers spielte. Er spielte die Feldposition des Wide Receiver.
Nach einer unauffälligen Karriere im College Football bei der kleinen Chadron State College machte Beebe beim NFL Combine 1989 Schlagzeilen. Er absolvierte den 40-Yards-Sprint in 4,38 Sekunden, womit er einer der schnellsten Spieler des Combines wurde, und wurde beim anschließenden NFL Draft von den Buffalo Bills an Position 82 gezogen. Bei den Bills, die sowohl auf der Trainerbank (Head Coach Marv Levy) und auf dem Spielfeld (Quarterback Jim Kelly, Runningback Thurman Thomas, Wide Receiver James Lofton sowie Andre Reed, Defensive End Bruce Smith u. a.) mit Akteuren, die nach ihrem Karriereende Aufnahme in die Pro Football Hall of Fame fanden, gespickt war, spielte er meist die Rolle eines Ersatz-Receivers.
In den Play-offs 1989 sorgte Beebe unfreiwillig für eine der gefährlichsten Szenen der Saison, als er gegen Cleveland Browns bei einem Fangversuch in der Luft von einem Gegner getroffen wurde, senkrecht mit dem Kopf auf dem Boden aufschlug und wie ein Pogostick abprallte. Beebe überstand den später „The Pogo Stick“ genannten Zwischenfall mit einer schweren Nackenprellung, aber ohne bleibende Schäden.
Die Bills erreichten Anfang der 1990er-Jahre viermal in Folge den Super Bowl. Die Tragik war, dass sowohl der Super Bowl XXV, der Super Bowl XXVI, der Super Bowl XXVII als auch der Super Bowl XXVIII allesamt verloren wurden. Im Super Bowl XXVII sorgte Beebe für eine bemerkenswerte Szene. Beim Stand von 52:17 für die Dallas Cowboys unterlief Bills-Quarterback Frank Reich ein Fumble der von Cowboys-Defensive Tackle Leon Lett aufgenommen wurde. Lett lief scheinbar unbedrängt auf die Endzone zu, verlangsamte sein Tempo und schwenkte den Ball provozierend vor sich her, so dass ihm der von hinten anstürmende Beebe den Ball aus der Hand schlagen konnte. Der herrenlose Football trudelte aus der Endzone, so dass anstelle eines Touchdowns ein Touchback gegeben wurde und die Bills den Ball zurückbekamen. Diese Szene wurde von ESPN zu einem der 25 größten Super-Bowl-Momente gewählt. Beebes Einsatz in hoffnungsloser Lage wurde oft gelobt.
Nach einem einjährigen Intermezzo bei den Carolina Panthers wechselte Beebe zu den Green Bay Packers, wo er an der Seite von Quarterback Brett Favre und Defensive End Reggie White den Super Bowl XXXI erreichte. Nach dem 35:21-Sieg gegen die New England Patriots gewann Beebe im fünften Anlauf endlich den Titel. Ein Jahr später stand Beebe mit den Packers wieder im Endspiel: Mit seinem sechsten Auftritt in einem Super Bowl stellte Beebe einen Rekord auf, der Super Bowl XXXII die Denver Broncos ging aber verloren. Dabei verlor Beebe u. a. gegen seinen ehemaligen Bills-Teamkollegen Mike Lodish, der ein Jahr später seinen Rekord von sechs Super-Bowl-Spielen egalisieren würde.
Nach seiner Spielerkarriere gründete Beebe seine eigene Sportschule.
Sein Sohn Chad Beebe spielte in der NFL von 2018 bis 2021 als Wide Receiver für die Minnesota Vikings.